# Ryszard Fałek
Ryszard Jan Fałek (ur. 12 października 1954 w Kamiennej Górze) – polski samorządowiec, nauczyciel, wiceprezydent i prezydent Radomia.

## Życiorys
Ukończył studia chemiczne na Politechnice Świętokrzyskiej, a także podyplomowe studia w zakresie m.in. informatyki oraz administracji i zarządzania.
Pracował w zakładach przemysłowych jako brygadzista i kierownik. W 1990 wybrany do rady miejskiej, w 1994 i 2002 uzyskiwał reelekcję, w okresie 1991–1994 pełnił funkcję jej przewodniczącego. Od 1992 do 1994 był pracownikiem kuratorium oświaty, potem do 2006 nauczycielem chemii w kilku szkołach w Radomiu. W latach 1994–1997 pełnił funkcję wiceprezydenta Radomia (jako zastępca Kazimierza Wlazły), następnie z rekomendacji Akcji Wyborczej Solidarność przez rok zajmował stanowisko prezydenta tego miasta. Działał w Partii Chrześcijańskich Demokratów, Porozumieniu Polskich Chrześcijańskich Demokratów i Stronnictwie Konserwatywno-Ludowym – Ruch Nowej Polski. W latach 1999–2000 był dyrektorem zakładów meblarskich.
W 2002 z listy Inicjatywy Społecznej Wspólnoty Samorządowej oraz w 2006, 2010 i 2014 z ramienia Prawa i Sprawiedliwości uzyskiwał ponownie mandat radnego. W 2006 został zastępcą prezydenta Radomia ds. oświaty (jako zastępca Andrzeja Kosztowniaka). W 2008 został członkiem zarządu oraz przewodniczącym Komisji Sportu Akademickiego i Rozwoju Zapasów Polskiego Związku Zapaśniczego. Został zatrudniony jako zastępca dyrektora operacyjnego w firmie QFG produkującej wyroby mięsne. W wyborach samorządowych w 2018 był kandydatem KWW Bezpartyjni Radomianie na prezydenta Radomia, zdobył 2,9% głosów (5. miejsce wśród 7 kandydatów); nie uzyskał wówczas także mandatu radnego.